# 奇弗敦 (喬治亞州)
奇弗敦（英語：Cheevertown）是位於美國喬治亞州貝克縣的一個鬼鎮。由於此地已於1894年被荒廢，本地已無人居住。

## 地理
奇弗敦的座標為31°11′27″N 84°31′04″W / 31.19083°N 84.51778°W，而該地的平均海拔高度為43米（即141英尺）。